# Nyctophilus heran
Nyctophilus heran es una especie de murciélago de la familia Vespertilionidae.

## Distribución geográfica
Es endémica de Indonesia.